# Задубровский, Александр
Александр Задубровский (род. 1967) — советский и российский самбист, чемпион СССР 1987 года среди юниоров, бронзовый призёр чемпионата СССР 1989 года, бронзовый призёр чемпионата Европы 1993 года, бронзовый призёр чемпионата мира 1992 года, мастер спорта СССР. Выступал в первой (до 82 кг) и второй (до 90 кг) средней весовых категориях.

## Всесоюзные соревнования
- Чемпионат СССР по самбо 1989 — ;